# فلورا 8
فلورا 8 كويكب لامع من كويكبات النوع أس في الحزام الرئيسي الداخلي، وهو أكبر عضو في عائلة فلورا من الكويكبات والية تنسب، يبلغ قطرة 140 كم، وتقدر كتلة بحوالي 80٪ من مجموع كتلة العائلة.

## التسمية
اقترح اسم فلورا (باللاتينية: Flōra) من قبل جون هيرشل عالم رياضيات وفلكي إنجليزي نسبة لإلهة الورد وفصل الربيع في الميثولوجيا الرومانية.

## الإكتشاف
اكتشف من قبل جون راسل هند عالم فلك إنجليزي في 18 أكتوبر 1847. وكان ثاني اكتشاف له بعد الكويكب ايرس 7.